# Antonio Zucchelli

Antonio Zucchelli (8 tháng 3 năm 1663 – 13 tháng 7 năm 1716) là một tu sĩ, nhà thám hiểm và nhà truyền giáo người Ý. Ông được biết đến nhiều với công việc truyền giáo ở Vương quốc Kongo. Năm 1712, ông xuất bản hồi ký về cuộc đời mình ở Kongo.

## Hồi ký
Hồi ký của Antonio Zucchelli bao gồm 23 bản báo cáo. Trong hồi ký, ông kể về công việc và những chuyến đi của mình, đến thăm Vương quốc Kongo, Geona, Malaga, Cadiz, Lisbon, thuộc địa Brasil, và Vương quốc Ndongo, Malta, và Venezia.
Trong một chuyến truyền giáo từ năm 1698 đến năm 1702, Zucchelli tuyên bố đã được kể về một đứa bé là con của một người phụ nữ và một con khỉ hình người. 